# Alan Rees
Alan Bringley Rees (Langstone, Newport, Monmouthshire, País de Gales, 12 de janeiro de 1938 – 6 de setembro de 2024) foi um automobilista galês que participou do Grande Prêmio da Alemanha em 1966 e 1967 e do GP da Inglaterra em 1967.